# Grand Collège des Rites écossais
 (avril 2016).
Le Grand Collège des Rites écossais - Suprême Conseil du 33e degré en France est l'organisme maçonnique qui administre les ateliers de hauts grades du Rite écossais ancien et accepté rattachés au Grand Orient de France. Il s'est appelé Suprême Conseil du 33e degré en France de 1804 à 1815, Grand Consistoire des rites de 1815 à 1826, Grand Collège des rites, de 1826 à 1999 et Suprême Conseil - Grand Collège du Rite écossais ancien accepté de 1999 à 2016. En 2017, voulant renouer avec son appellation historique sous laquelle beaucoup, notamment à l'étranger, le désignaient encore, il a adopté le nom de Grand Collège des Rites écossais - Suprême Conseil du 33e degré en France.

## Les «hauts grades»
Apparus dans le sillage de la franc-maçonnerie dans les années 1730, les « hauts grades » sont un aspect essentiel de la pratique maçonnique au siècle des Lumières. L’ancienneté et l’importance du grade de « Maître écossais » installent l’usage du néologisme « écossisme » pour qualifier plus généralement l’ensemble des hauts grades. « Maître Parfait », « Élu », « Écossais », « Chevalier d’Orient » ou « de Souverain Prince Rose-Croix », « Chevalier Kadosh »… les hauts grades semblent se multiplier entre 1730 et 1750. Ils sont le vecteur privilégié de l’ésotérisme maçonnique. À partir de 1760, il y a plusieurs tentatives pour les ordonner en une échelle cohérente et stable.

## La formation du Grand Orient de France et les hauts grades

Sceau du Grand Orient de France.

Les hauts grades sont très présents lors de la formation du Grand Orient de France en 1771-1773 pour deux raisons. Tout d’abord ce sont les rivalités entre organisations de hauts grades qui ont largement contribué à l’échec la première Grande Loge de France et à la nécessité d’une profonde réforme de celle-ci. Ensuite le Grand Orient lui-même est issu de la fusion de la première Grande Loge et de la Mère-Loge écossaise du grand globe français (l’ancien Conseil de Pirlet et de Labady). De plus le principal artisan de la réforme, le duc de Montmorency-Luxembourg dirige parallèlement le Conseil des Chevaliers d’orient. Aussi, contrairement à ce qui est parfois avancé, le Grand Orient affirme d’emblée sa souveraineté sur l’ensemble des grades maçonniques, grades symboliques (apprenti, compagnon, maître) et hauts grades.
Cependant à cause des troubles qu’ils avaient suscités dans les années 1760 et en raison de l’ampleur de la tâche que représentait la construction d’un « centre commun de la Maçonnerie française » dont l’autorité soit reconnue par toutes les loges, la question des hauts grades est dans un premier temps laissée en suspens. Mais cette position d’attente n’était pas tenable très longtemps. La non-prise en compte des chapitres, conseils et autres consistoires compliquait la tâche du nouveau corps fédérateur de la maçonnerie française. C'est pourquoi le Grand Orient de France constitua en son sein une commission des hauts grades dès 1773. Son activité fut assez modeste, cependant, en 1776, sous l'impulsion de Jean-Jacques Bacon de la Chevalerie, elle fut à l'origine d'un accord avec les Directoires écossais de la branche française de la Stricte Observance templière. Mais cette solution rencontra de nombreuses oppositions et ne fut jamais vraiment adoptée. Après des débats vifs autour de la question des Directoires écossais, le paysage maçonnique fut à nouveau troublé par un problème de hauts grades avec la polémique entre la Mère Loge écossaise du contrat social et le Grand Orient. 
Au début des années 1780, la nécessité d'une doctrine propre sur les hauts grades se faisant de plus en plus pressante, le Grand Orient crée alors une quatrième chambre : la Chambre des grades. C’est l’équipe de cette Chambre des grades animée par Alexandre Roëttiers de Montaleau qui fixe entre 1784 et 1786 le premier système de hauts grades du Grand Orient connu aujourd’hui sous le nom d'Ordre de Sagesse. Après de très intéressants débats elle adopte finalement une solution consistant à reprendre une des anciennes échelles de grade de l’écossisme français, la séquence : Élu, Écossais, Chevalier d’Orient, Rose-Croix à laquelle elle ajoute un cinquième ordre voué à l’administration et à la conservation d’autres grades. Parallèlement cette équipe crée en 1784 un Grand Chapitre général de France qui s’unit au Grand Orient en 1786. Mais la Révolution arrive en 1789 aussi le système n’a pas vraiment le temps de s’implanter.

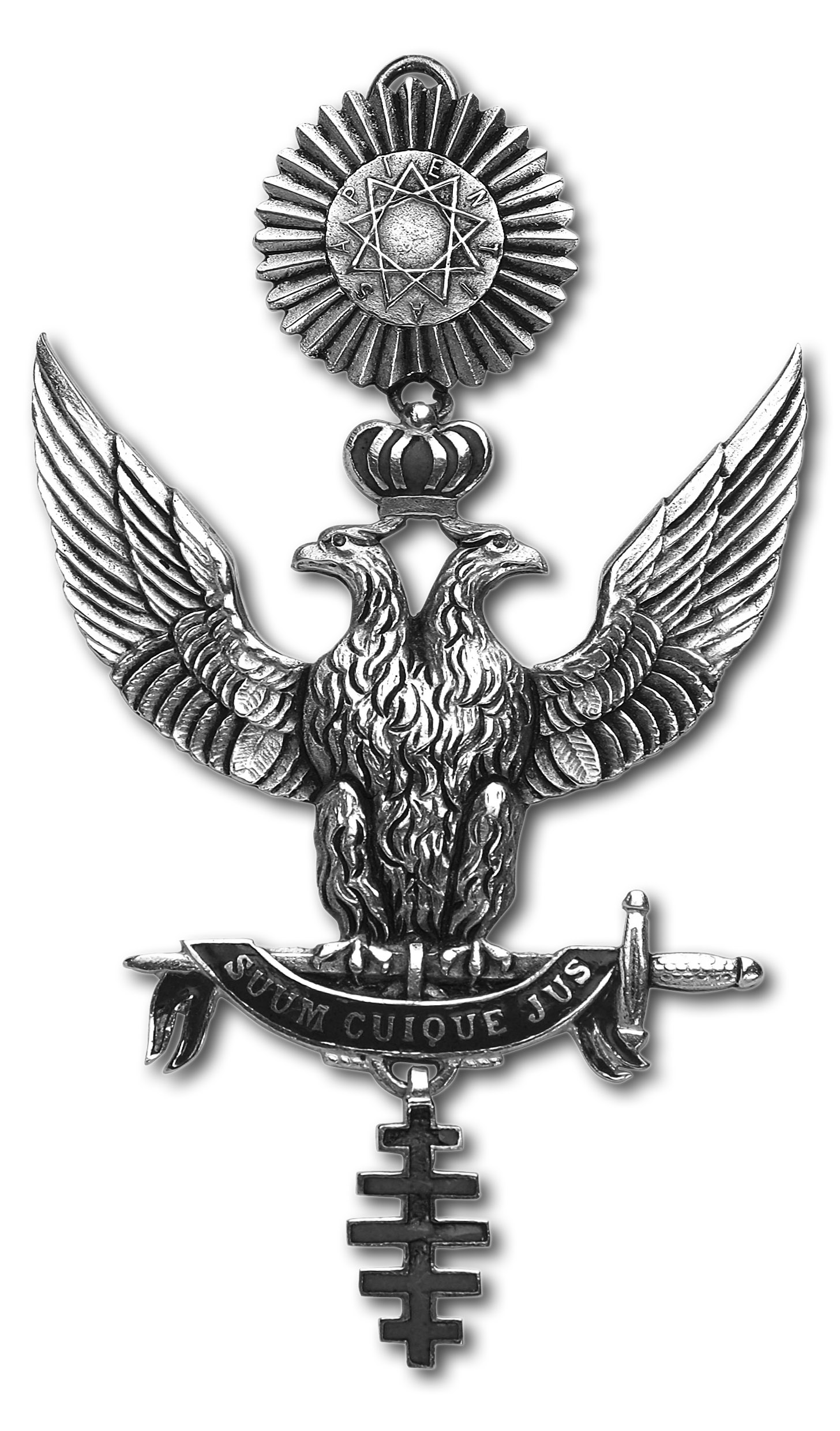
Bijou des Souverains Grands Inspecteurs Généraux du 33e et dernier degré du Grand Collège des Rites écossais du Grand Orient de France

## L’arrivée du Rite écossais ancien et accepté et le «concordat de 1804»
Après la Révolution, la franc-maçonnerie se reconstitue lentement. Cependant ce n’est qu’à partir de 1800, une fois les loges symboliques solidement rétablies que l’on pense à relancer la pratique des hauts grades. Le Grand Orient commence donc à diffuser le système qu’il a fixé en 1784-1786 mais rencontre des oppositions. À partir de 1802, les partisans d’autres systèmes de hauts grades et notamment des disciples de la Mère-Loge écossaise qui essayent de se reconstituer contestent son autorité et son système de hauts grades.
En 1804, ces oppositions se fédèrent autour d’un système écossais récemment rapporté de l’Amérique française par des maçons qui y avait conservé une série de hauts grades un temps adoptée à Paris par la première Grande Loge de France au début des années 1760 : le Rite de perfection. Les 25 grades originaux du Rite de perfection reviennent enrichis de quelques autres et établissent à Paris une échelle de 33 grades dirigée par un Suprême Conseil. Après une petite résistance et sous la pression du pouvoir napoléonien, le Grand Orient qui est finalement assez indifférent au détail de l’écossisme que pratique ses membres, mais qui reste en revanche très vigilant sur le respect de son autorité sur la maçonnerie française, établit un accord et « unit à lui » cette nouvelle version de l’écossisme. Rappelons que le Grand Orient comptait alors plusieurs dizaines de milliers de membres quand la Grande Loge générale écossaise et son Suprême Conseil n’en rassemblaient guère plus de 150 ou 200.
Souvent évoqué, le « Concordat de 1804 » est pourtant rarement lu. Contrairement à ce que l’on pourrait penser, on y trouve peu de considérations sur le Rite écossais ancien et accepté. C’est avant tout un texte « politique » et réglementaire qui vise à accompagner l’intégration des « Écossais » à la structure du Grand Orient en leur attribuant des postes dans les différentes instances de l’obédience. Le « Concordat » adapte aussi son organisation aux particularités du nouveau rite, ainsi, il stipule que : « Le Grand Orient de France possède dans le Grand Chapitre général, le Grand Conseil du 32e degré et le Sublime Conseil du 33e degré. Les attributions du 33e degré, indépendamment de celles qui appartiennent à ses fonctions, sont de s’occuper des plus hautes connaissances mystiques, et d’en régler les travaux. »
Le texte précise par ailleurs que les ateliers jusqu’au 18e grade restent sous la responsabilité du Grand Orient. C’était mettre l’essentiel des ateliers de hauts grades sous son obédience. En effet, l’immense majorité des ateliers de hauts grades étaient des chapitres de Rose-Croix. L’historiographie maçonnique classique affirme qu’il y aurait eu rupture entre Grand Orient et Suprême Conseil en 1805. L’historien Pierre Noël a récemment avancé des arguments assez convaincants pour considérer cet épisode comme un mythe. Toujours est-il que le Rite écossais Ancien Accepté était intégré dans le système maçonnique impérial comme la nomination de Cambacérès comme Grand Commandeur le symbolise. Jusqu’à la fin de l’Empire l’activité du Suprême Conseil est assez réduite. Il crée quelques ateliers des 31e et 32e grades et prend une décision curieuse en interdisant la pratique du grade de Kadosh (le 30e grade).

## La création du Grand Collège des rites et l’intégration du REAA au Grand Orient
En 1815, la chute de l’Empire, auquel elle était très liée, ouvre une période difficile pour la franc-maçonnerie. Soucieux de resserrer les rangs dans un contexte devenu hostile, une majorité des membres du Suprême Conseil encore présents (Hacquet, Massena, d'Alès d'Anduze, Régnier, Clément de Ris, Beurnonville,  Rampon, Roëttiers de Montaleau,  de Joly) décide alors d’intégrer celui-ci dans la structure du Grand Orient. Ainsi, le 20 septembre 1815 le Rite écossais ancien et accepté se réorganise au sein du Grand Orient de France qui forme pour cela un « Grand Consistoire des Rites ». En 1826, le Grand Consistoire des Rites devient le Grand Collège des Rites.

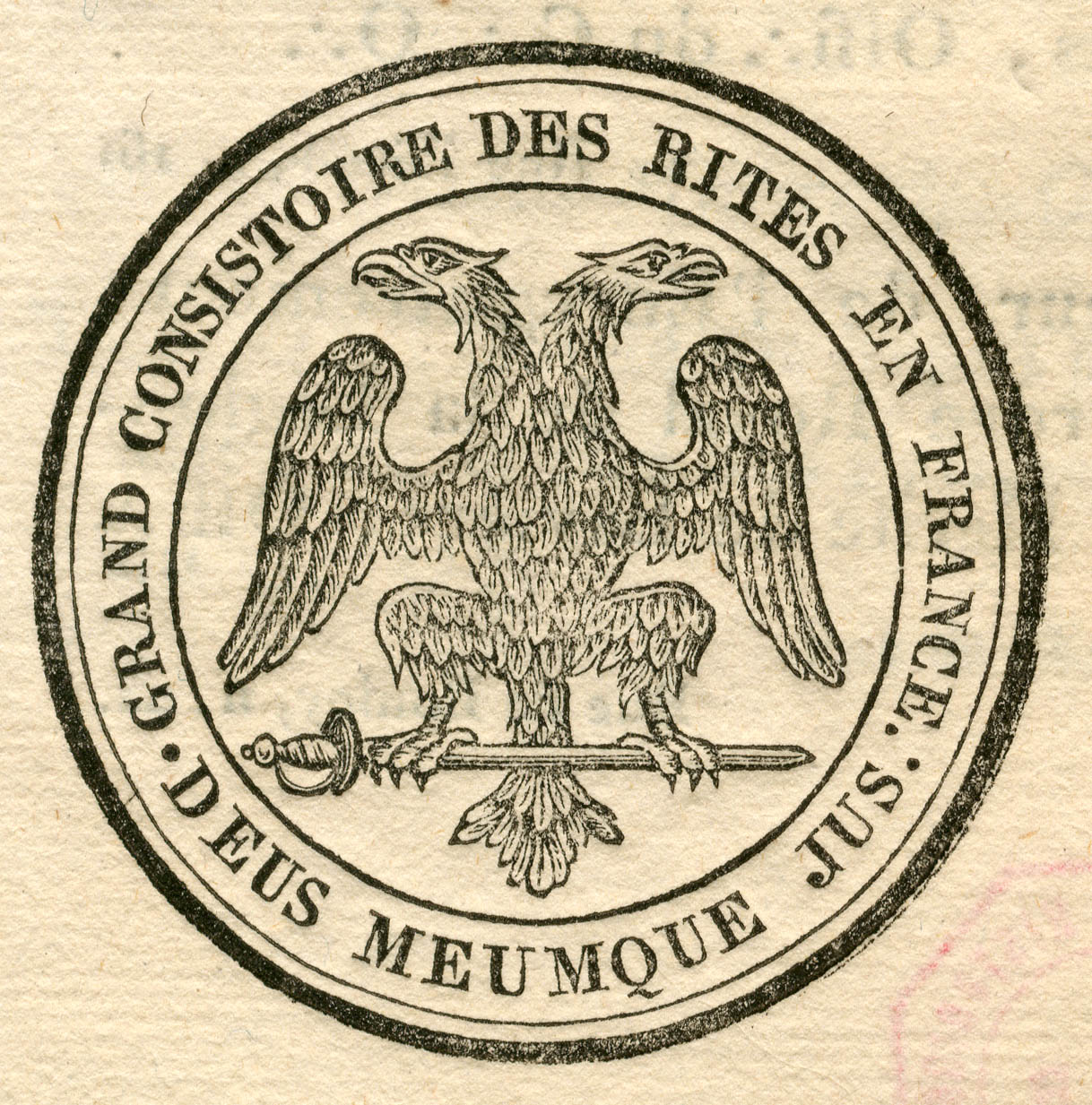
Sceau du Grand Consistoire des Rites en France (vers 1820)

Grand Consistoire puis Grand Collège des rites vont jouer un rôle majeur dans la manière dont la pratique des hauts grades du Rite écossais ancien et accepté va se développer dans la Maçonnerie française du XIXe siècle. De 1804 à 1810, le premier Suprême Conseil s’était pour l’essentiel limité à conférer les grades « au dessus du Rose-Croix » à des frères. À partir de 1810 et jusqu’en 1814, il crée effectivement quelques ateliers, mais surtout à la suite de demandes locales et selon des modalités très diverses. Entre 1815 et 1825, le Grand Consistoire des Rites va élaborer et diffuser un véritable modèle de pratique des hauts grades du Rite écossais ancien et accepté qui est encore largement utilisé en 2015. Le premier Suprême Conseil avait suspendu la pratique du grade de Kadosh en 1806 –  qui ne devait plus être conféré que « par communication » – le Grand Consistoire des Rites va en faire au contraire la clef de voûte de son organisation du rite. Les frères Rose-Croix sont reçus dans des conseils ou aréopages de Chevaliers Kadosh. On leur confère d’abord par communication les 19e, 20e, 21e grades avant de les recevoir au 22e (Prince du Liban). Quelque temps après on leur confère les 23e, 24e, 25eet 26e grades puis on les reçoit, en pleine cérémonie, Chevalier du Soleil (alors le 27e grade). Enfin, après avoir été revêtus par communication des 28e et 29e grades, ils sont faits Chevalier Kadosh dans toutes les formes rituelles. On ne peut s’empêcher de remarquer que les grades qui sont transmis par une vraie cérémonie – et qui par conséquent voient leur importance soulignée – sont ceux qui sont aussi les derniers du Rite de perfection : Prince du Liban, Chevalier du Soleil, Chevalier Kadosh. Cela éclaire l’esprit dans lequel a été implanté le Rite écossais ancien accepté au sein du Grand Orient. Pour Germain Hacquet – le premier Grand Commandeur – et ses amis, l’idée était de se conformer – au-delà de 1804 – aux enseignements et aux usages de « l’écossisme primitif » selon leurs propres termes. Ces Frères avaient en effet connu le Rite de perfection « aux Amériques » à la fin du XVIIIe siècle et en avaient souvent reçu les grades des disciples immédiats d’Étienne Morin. De 1804 à 1815, ils se sont résignés aux règles mises en place par le Suprême Conseil du nouveau Rite écossais ancien et accepté. Mais, à la suite des événements de 1815, dès que le Grand Orient leur donne la possibilité de pratiquer l’écossisme « selon l’ancien usage », ils le rejoignent et installent une pratique conforme à ce qu’ils pensent être la voie la plus authentique. D’ailleurs, si le « 33e» reste le grade « sommital » et l’autorité du rite, c’est le « 32e » – le « Royal secret » – qui est présenté comme le nec plus ultra initiatique. Enfin, si les « Grandes Constitutions » sont reconnues, le texte fondamental – celui sur lequel prêtent leur serment les frères lorsqu’ils sont reçus aux plus hauts grades du Rite – sont les « Instituts, statuts et règlements de la haute maçonnerie écossaise ». Alain Bernheim a montré que c’était le texte de référence d’Etienne Morin à Saint-Domingue dans les années 1760. En donnant « carte blanche » aux « Américains » (les anciens Maçons de Saint-Domingue) – qui en retour reconnaissent son autorité sans restriction aucune – le Grand Orient va se doter d’une filière écossaise qui plonge ses racines aux sources même de l’écossisme du XVIIIe siècle.
Fort de milliers de frères et implanté dans tout le pays, le Grand Orient allait permettre à son Suprême Conseil de développer la pratique des hauts grades écossais dans toute la France. Le Havre, Toulon, Rouen, Lille les quelques ateliers du premier Suprême Conseil se rallient dès 1815 au Grand Consistoire des rites. Ensuite des conseils de Kadosh sont progressivement créés dans toutes les grandes villes.

## Du Grand Collège des rites au Grand Collège des Rites écossais - Suprême Conseil du33edegré en France
Tout au long du XIXe siècle, le Grand Collège des rites exerce le magistère des hauts grades du Rite écossais ancien accepté au sein de l’obédience dont l’intitulé devient « Grand Orient de France, Suprême Conseil pour la France et les colonies françaises ». Les relations entre le conseil de l’ordre, qui succède à la chambre d’administration en 1854, et le Grand Collège des rites connaissent parfois des crises, notamment dans le dernier tiers du XIXe siècle, mais aussi de longues périodes d’entente harmonieuse. Cependant, régulièrement, le statut ambigu du Grand Collège des rites au sein du Grand Orient, organisé par des textes qui portent encore l’empreinte des équilibres complexes de la maçonnerie du XVIIIe siècle, pose problème. Aussi, le grand commandeur Blatin au début du XXe siècle, puis le grand commandeur Savoire dans les années 1920, préconisent une organisation simplifiée. Celle–ci est finalement adoptée au lendemain de la guerre par la « Convention de 1946 » entre le Grand Collège des rites et le Grand Orient de France. L’évolution de la maçonnerie française à la fin du XXe siècle, et notamment le réveil de différents systèmes de hauts grades qui avaient disparu au XIXe siècle, conduit à une nouvelle évolution. En 1999, un nouvel accord organise les relations entre le Grand Orient de France et le Grand Collège des rites qui modifie pour l’occasion son appellation en « Suprême Conseil, Grand Collège du Rite écossais ancien accepté ». En 2017, voulant finalement renouer avec son appellation historique sous laquelle beaucoup, notamment à l'étranger, le désignaient encore, il a adopté le nom de Grand Collège des Rites écossais - Suprême Conseil du 33e degré en France. Avec plus de 9 000 membres le Grand Collège des Rites écossais est aujourd'hui à la fois la plus ancienne et la plus importante structure « écossaise »  de hauts grades en Europe continentale.